# Tiefenbach bei Kaindorf
Tiefenbach mit 703 Einwohnern (Stand 1. Jänner 2023) ist eine ehemalige Gemeinde in der Steiermark in Österreich. Sie liegt rund zwölf Kilometer südwestlich von der Bezirkshauptstadt Hartberg.
Seit 1. Jänner 2015 ist sie im Rahmen der steiermärkischen Gemeindestrukturreform mit den Gemeinden Großhart und Hartl zusammengeschlossen, die neue Gemeinde führt den Namen „Hartl“ weiter.

## Geografie

### Gemeindegliederung
Das Gemeindegebiet umfasste folgende zwei Ortschaften bzw. gleichnamige Katastralgemeinden (Einwohner: Stand 1. Jänner 2024, Fläche Stand: 2015):
- Obertiefenbach (472 Einwohner, 403,81 ha) mit Haidbichl und Vockenberg
- Untertiefenbach (231 Einwohner, 439,46 ha) mit Hof und Waldhof

Tiefenbach bei Kaindorf hat eine Fläche von 843,27 ha und liegt auf einer Seehöhe von 371 m.

### Eingemeindungen
Im Jahr 1959 entstand durch die Zusammenlegung der seit 1848 bzw. 1850 selbstständigen Gemeinden Obertiefenbach und Untertiefenbach die heutige Gemeinde.

## Geschichte

### Wappen
Blasonierung (Wappenbeschreibung):
„Von Rot, Silber und Schwarz zweimal gespalten; der vordere Spalt überdeckt mit einer Weinrebe mit drei Blättern außen und zwei innen und der hintere Spalt überdeckt mit einer Waldrebe mit drei Blättern innen und zwei außen, jeweils in verwechselten Farben.“
Die Verleihung des Gemeindewappens erfolgte mit Wirkung vom 1. April 1990.

## Politik

### Gemeindevertretung
- Letzter Bürgermeister: Singer, Josef (ÖVP)
- 9 Gemeinderäte: 6 ÖVP, 3 SPÖ

### Regionalpolitik

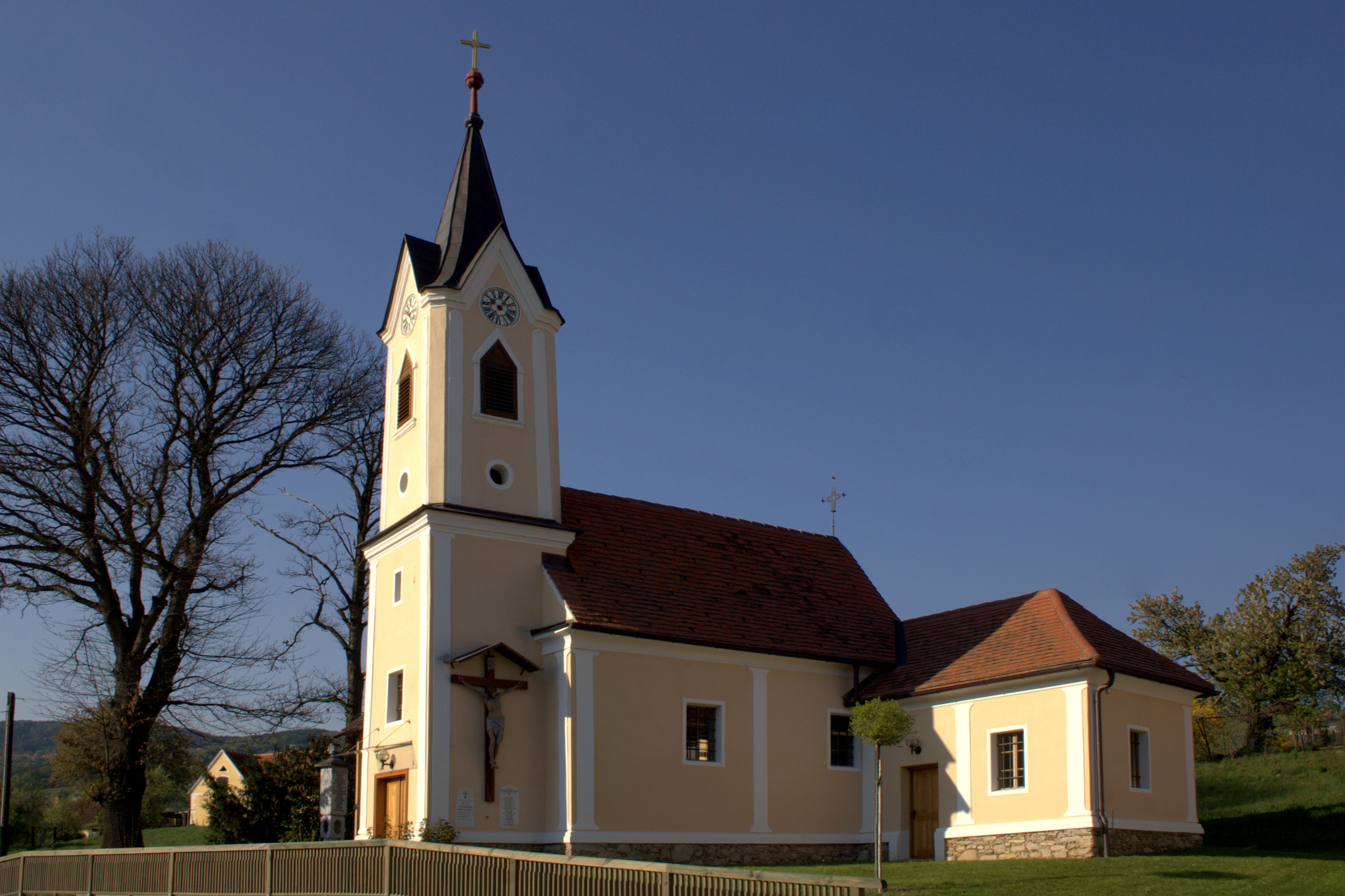
Ortskapelle Tiefenbach

Die Gemeinde gehörte zur LEADER-Region Oststeirisches Kernland und war seit 2007 Teil der Ökoregion Kaindorf.
Am 20. November 2011 stimmten die Wahlberechtigten der Gemeinden Dienersdorf, Ebersdorf, Großhart, Hartl, Hofkirchen bei Hartberg, Kaindorf und Tiefenbach bei Kaindorf darüber ab, ob diese sieben Gemeinden anlässlich der Gemeindestrukturreform 2010–2015 zu einer Großgemeinde zusammengelegt werden sollen. Bei einer Wahlbeteiligung von insgesamt 65,66 % wurden 3351 gültige Stimmen gezählt. Von diesen sprachen sich lediglich 436 Wähler (13 %) für eine Zusammenlegung der Gemeinden aus, während 2915 Wähler (87 %) gegen eine Fusion stimmten. Damit wurde den Plänen der Steiermärkischen Landesregierung eine deutliche Absage erteilt.